# Poseidón

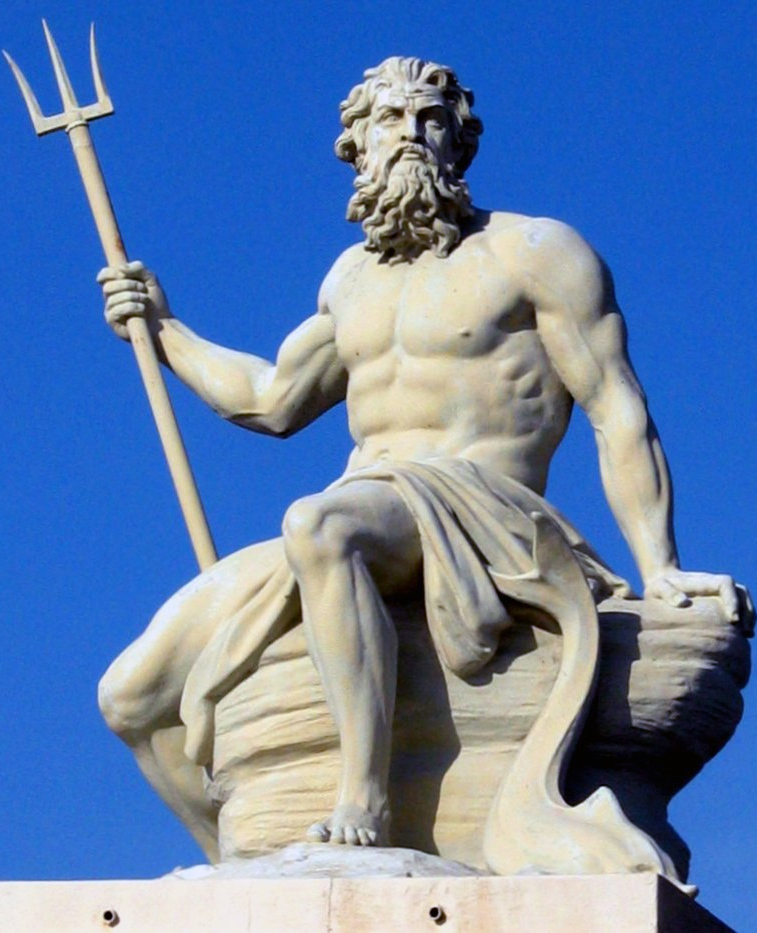
Poseidón, dios de los mares, ríos y océanos (Copenhague).

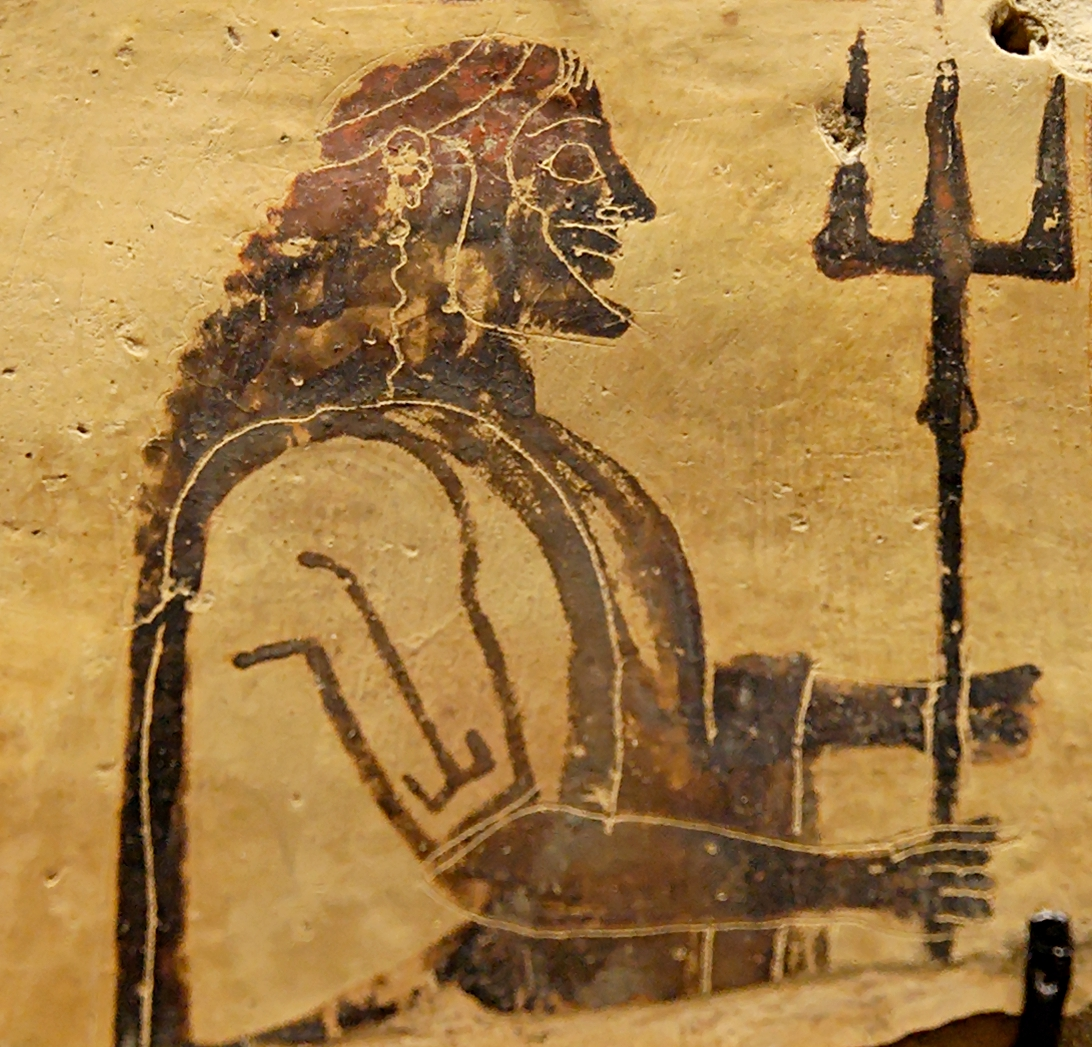
Poseidón portando su tridente. Placa de cerámica corintia procedente de Penteskouphia,

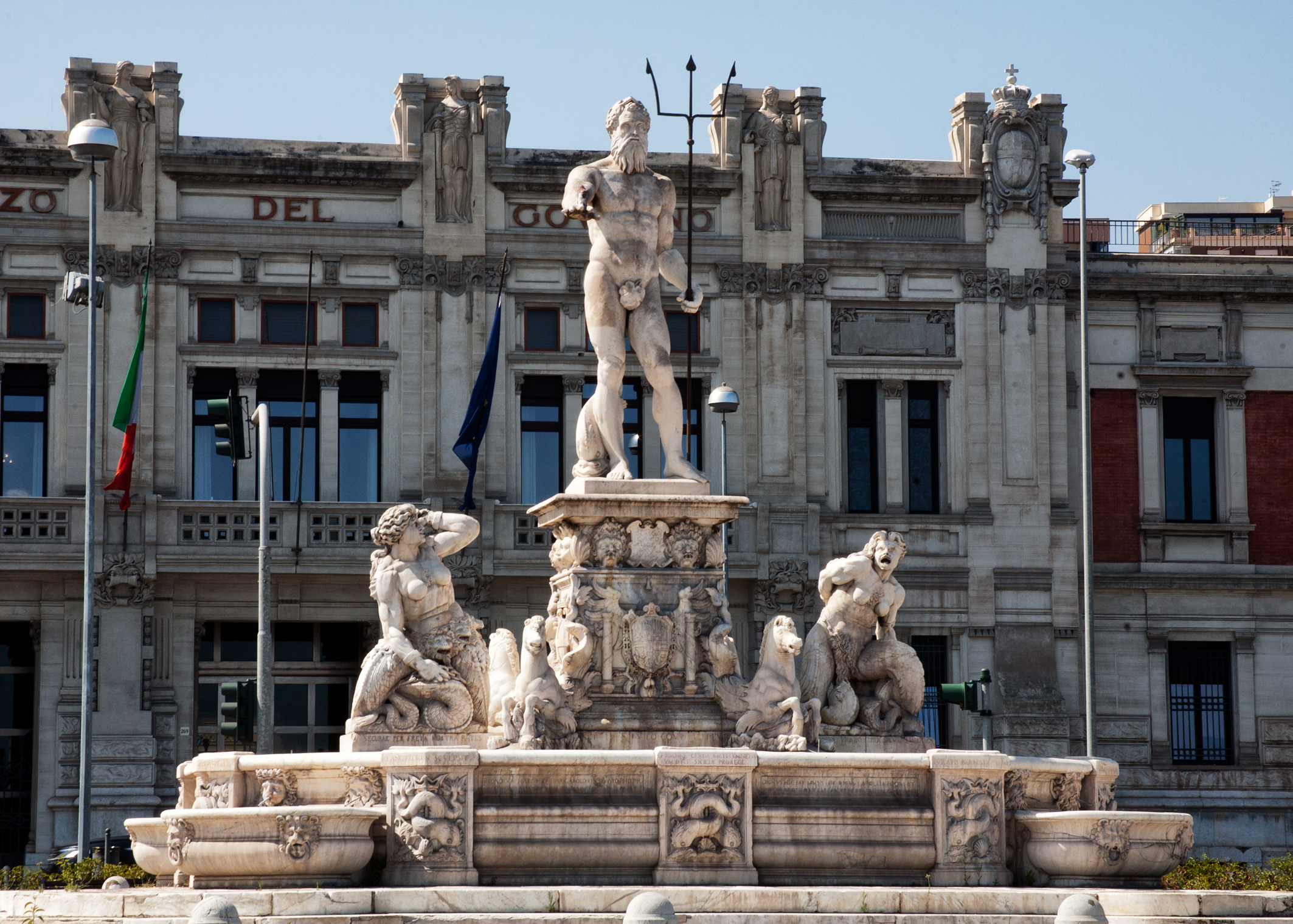
La fuente de Poseidón domina la línea de costa de Mesina y el estrecho de Mesina

Poseidón o Posidón (en griego antiguo, Ποσειδῶν; en griego moderno, Ποσειδώνας; en latín, Posidon) es el dios de los mares y, como «agitador de la tierra», de los terremotos en la mitología griega. También se lo asocia a menudo con los caballos. El nombre del dios marino etrusco Nethuns fue adoptado en latín para Neptuno (Neptunus) en la mitología romana, siendo ambos dioses del mar análogos a Poseidón. 
Las tablillas en lineal B muestran que Poseidón fue venerado en Pilos y Tebas en la Grecia micénica de finales de la Edad del Bronce, pero fue integrado en el panteón olímpico posterior como hermano de Zeus y Hades. Poseidón tuvo muchos hijos y fue protector de muchas ciudades helenas, aunque perdió el concurso por Atenas contra Atenea. Le fue dedicado un himno homérico. Al igual que otros dioses marinos era representado con la forma de un caballo.
Poseidón era un importante dios municipal de varias ciudades: en Atenas, era el segundo en importancia por detrás solo de Atenea, mientras en Corinto y en muchas ciudades de la Magna Grecia era el dios jefe de la polis.
En su aspecto benigno, Poseidón se concebía creando nuevas islas y ofreciendo mares en calma. Cuando se enfadaba o era ignorado, hendía el suelo con su tridente y provocaba manantiales caóticos, terremotos, hundimientos y naufragios. En la Odisea, su rencor hacia Odiseo impidió a este regresar a su hogar en Ítaca. Los marineros oraban a Poseidón para tener un viaje seguro, a veces ahogando caballos como sacrificio; de esta forma, según un papiro fragmentario, Alejandro Magno se detuvo en la costa griega antes de la Batalla de Issos y recurrió a las oraciones, «invocando al dios del mar Poseidón, para lo que ordenó que un carro de cuatro caballos fuese lanzado a las olas».
Según Pausanias, Poseidón fue, junto con Gea y Temis, una de las divinidades a las que pertenecía el oráculo de Delfos antes de que el olímpico Apolo los sustituyese. Apolo y Poseidón colaboraban estrechamente en muchos ámbitos: en la colonización, por ejemplo, Apolo Délfico daba la autorización para partir y asentarse, mientras Poseidón cuidaba de los colonizadores en su viaje y proporcionaba el agua purificadora para el sacrificio fundacional. En su Anábasis, Jenofonte describe a un grupo de soldados espartanos cantando un peán a Poseidón, un tipo de himno destinado normalmente a Apolo.
Como Dioniso, que enfervorizaba a las Ménades, Poseidón también provocaba ciertas formas de perturbación mental. Un texto hipocrático de c. Sobre la enfermedad sagrada, afirma que era considerado culpable de ciertos tipos de epilepsia.
Diodoro Sículo, desde una perspectiva evemerizante, nos dice:
«Los cretenses dicen que Poseidón fue el primero que se dedicó a las actividades del mar y que equipó flotas, al haberle concedido Crono la hegemonía del mar. Por este motivo la tradición ha transmitido a las generaciones siguientes que este dios es soberano de lo que ocurre en el mar, y por ello los navegantes lo honran con sacrificios».

## Etimología
La primera idea conservada del nombre, escrito en lineal B, es Po-se-da-o o Po-se-da-wae-ne, que corresponden a Poseidaon y Poseidawonos en griego micénico; en griego homérico aparece como Ποσειδάων (Poseidaōn); en eólico como Ποτειδάων (Poteidaōn); y en dórico como Ποτειδάν (Poteidan), Ποτειδάων (Poteidaōn) y Ποτειδᾶς (Poteidas). Un epíteto común de Poseidón es Γαιήοχος Gaiēochos, ‘agitador de la Tierra’, epíteto que también se identifica en tablillas en lineal B.
Los orígenes del nombre «Poseidón» no están muy claros. Una teoría lo divide en un elemento que significa ‘marido’ o ‘señor’ (πόσις posis, del pIE *pótis) y otro que significa ‘tierra’ (δᾶ da, dórico para γῆ gē), obteniendo algo como ‘señor o esposo de la Tierra’, lo que lo relacionaría con Deméter, ‘madre Tierra’. Walter Burkert considera que «el segundo elemento da permanece desesperadamente ambiguo» y encuentra la interpretación ‘consorte de la Tierra’ «bastante imposible de demostrar». Otra teoría interpreta el segundo elemento como relacionado con la palabra dawon, ‘agua’ en algunos idiomas indoeuropeos (por ejemplo sánscrito, df'nu:dew); esto haría que Posei-dawōn fuera el ‘señor de las aguas’. Está también la posibilidad de que la palabra tenga un origen pre-griego.

## Prehistoria griega
Si se da crédito a las tablillas en lineal B que se conservan, el nombre po-se-da-wo-ne (Poseidón) aparece con mayor frecuencia que di-u-ja (Zeus). También aparece una variante femenina, po-se-de-ia, lo que indica la existencia de una diosa consorte olvidada, de hecho precursora de Anfitrite. Las tablillas de Pilos registran mercancías destinadas a sacrificios para «las Dos Reinas y Poseidón» y «las Dos Reinas y el Rey». La identificación más obvia para las «Dos Reinas» es con Deméter y Perséfone o sus precursoras, diosas que no quedaron asociadas con Poseidón en periodos posteriores. En el Cnosos micénico Poseidón es también identificado como e-ne-si-da-o-ne (‘agitador de la tierra’), un poderoso atributo (los terremotos habían acompañado al colapso de la cultura palaciega minoica). En la cultura micénica, fuertemente dependiente del mar, no ha aflorado aún relación alguna entre Poseidón y el mar; entre los olímpicos se decidió tras echarlo a suertes que gobernaría el mar: el dios era anterior a su reino.
Los nombres de Deméter y Poseidón están relacionados en una tablilla de Pilos, donde aparecen como po-se-da-wo-ne y da-ma-te, en el contexto sagrado de echar a suertes.
Dada la relación de Poseidón con los caballos así como con el mar, y la alejada situación respecto al mar del probable territorio original indoeuropeo, algunos investigadores han propuesto que Poseidón era originalmente un aristocrático dios-caballo que fue posteriormente asimilado con las deidades acuáticas de Oriente Próximo cuando la base del sustento griego cambió de la tierra al mar.
En cualquier caso, la enorme importancia inicial de Poseidón puede aún entreverse en la Odisea de Homero, donde es él y no Zeus el principal causante de los sucesos.

## Mitología

### Nacimiento y juventud

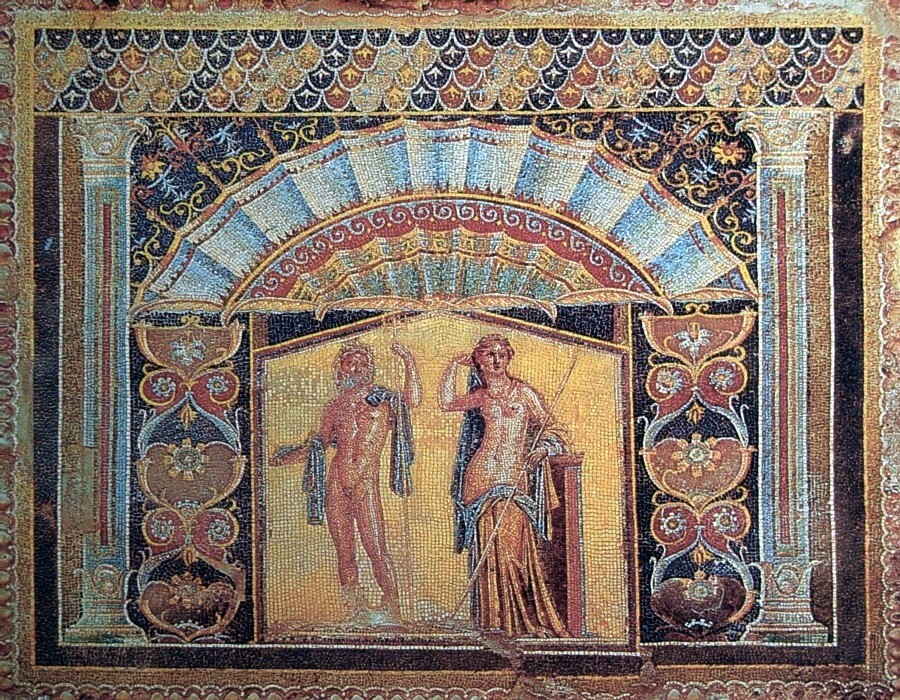
Mosaico de Herculano representando a Neptuno y Anfitrite.

Poseidón era un hijo de Crono y Rea. En la versión más antigua, relatada por Hesíodo en la Teogonía, era tragado por Crono al nacer pero luego era salvado, junto con sus demás hermanos, por Zeus. No obstante, con el paso del tiempo, se elaboraron otros mitos sobre su destino. Una versión dice que Crono solo castigó a sus hijos varones porque la profecía de su derrocamiento no incluía a las hijas, solo a los hijos. De esta manera, mientras Zeus era cuidado por Amaltea en una cuna suspendida en un árbol, Crono arrojó a Hades al Tártaro y a Poseidón a las profundidades del mar. Los arcadios cuentan que cuando Rea dio a luz a Poseidón lo dejó en un rebaño, para que viviera allí con los corderos. Ella le dijo a Crono que había dado a luz un caballo, y le dio un potro para que se lo comiera en lugar del niño. Según Diodoro Sículo, Poseidón fue criado por los Telquines en Rodas, juntamente con Cafira, hija de Océano, igual que Zeus había sido criado por los Coribantes en Creta. Rea les había entregado personalmente al recién nacido y los Telquines le fabricaron su tridente, tan característico del dios. O bien los Cíclopes le habían fabricado su tridente en agradecimiento por haber sido liberados. Según Tzetzes Arne es una ciudad de Beocia que lleva el nombre de Arne, nodriza de Poseidón, porque cuando Crono buscaba a Poseidón negó tenerlo, de ahí que la ciudad se llamara Arne, y anteriormente era llamada Sinoesa.
Como es fama tras el final de la Titanomaquia los dioses olímpicos salieron vencedores. Poseidón, para castigar a los Titanes en el Tártaro, puso encima de ellos puertas de bronce y una muralla que les rodea a ambos lados de la prisión. Para agradecerle a Briareo su apoyo en la guerra contra Crono, Poseidón decidió concederle la mano de su hija Cimopolea. Según una única referencia en la Ilíada, cuando el mundo fue dividido en tres, Zeus recibió el cielo, Hades el inframundo y Poseidón los mares, pero la tierra y el alto Olimpo son propiedad común. Hesíodo dice que, animados por Gea, los dioses eligieron unánimemente a Zeus como el nuevo soberano y este distribuyó las dignidades de cada inmortal, incluido el dominio del mar a manos de Poseidón. Según se narra en la Odisea, Poseidón tenía un palacio en Egas, aunque ya en la Antigüedad se discutía si se trataba de la ciudad situada en Acaya o de otra del mismo nombre ubicada en Eubea. La Teogonía dice que habita en las profundidades del mar en unos palacios de oro, en compañía de su esposa Anfitrite y su hijo Tritón.

### La fundación de Atenas

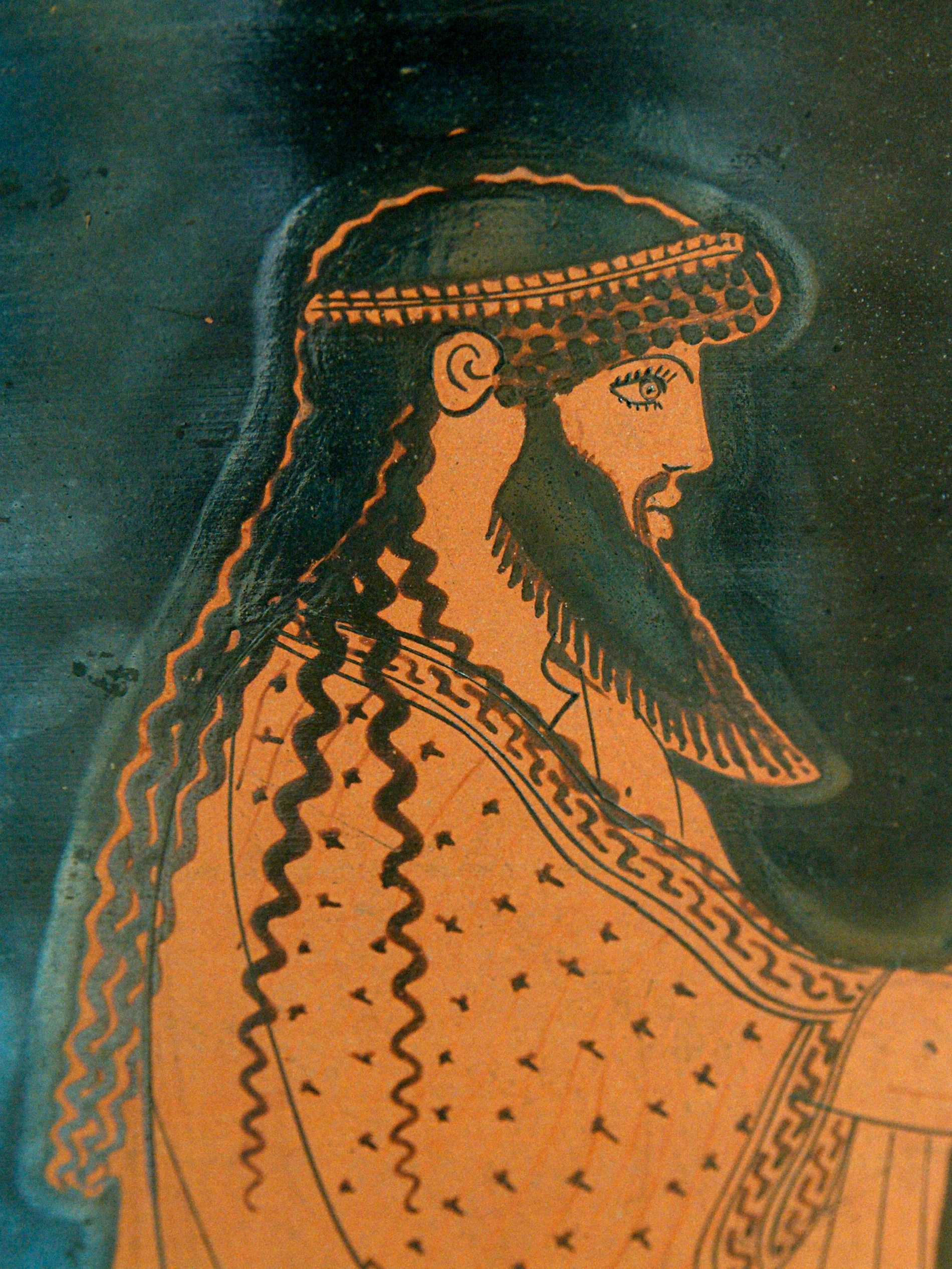
Detalle de una escena que representa a Poseidón acogiendo a Teseo (fuera de la imagen). Cara A de una crátera ática de figuras rojas. Primera mitad del siglo V a. C.

Atenea se convirtió en la diosa patrona de la ciudad de Atenas tras competir con Poseidón, si bien este siguió siendo una presencia numinosa en la Acrópolis bajo la forma de su sustituto, Erecteo. En la fiesta de disolución al final del año en el calendario ateniense, las Esciroforias, los sacerdotes de Atenea y el de Poseidón iban en procesión bajo palio hasta Eleusis.
En esta disputa por la posesión de un culto especial en Atenas, Poseidón golpeó el suelo con su tridente e hizo brotar una fuente de agua salada, mientras que Atenea ofreció un olivo.
Zeus, o los doce dioses olímpicos, o uno de los primeros reyes del Ática, (Cécrope, Erisictón o Cránao) juzgaron que el olivo había sido plantado en primer lugar y con ello Atenea consiguió el patronazgo de Atenas. Otra versión de este mito es que los atenienses eligieron por votación a uno de los dos dioses para que diera nombre a su ciudad. Todas las mujeres votaron por Atenea y todos los hombres por Poseidón. Ganó Atenea por un solo voto. Tras esto, enfurecido por su derrota, Poseidón envió una monstruosa inundación a la llanura ática, castigando así a los atenienses. Para calmar la cólera de Poseidón desde entonces las mujeres dejaron de tener derecho al voto y los hijos no podrían tener nombres derivados del nombre de la madre.
La depresión hecha por el tridente de Poseidón y llena de agua marina estaba rodeada por la entrada norte del Erecteión, permaneciendo abierta al cielo. «En los cultos, Poseidón era identificado con Erecteo», señaló Burkert. «El mito transforma esto en una secuencia temporal-causal: en su enfado por la derrota, Poseidón dirigió a su hijo Eumolpo contra Atenas y mató a Erecteo».
El concurso de Atenea y Poseidón fue el tema de relieves en el frontón oeste del Partenón, la primera vista que tenía el visitante cuando llegaba. Este mito es considerado por Graves y otros autores como el reflejo de un enfrentamiento entre los habitantes de la época micénica y los inmigrantes posteriores. Resulta interesante señalar que en su culmen Atenas fue una importante potencia marítima, llegando a derrotar a la flota persa en la batalla de Salamina.

### Las murallas de Troya

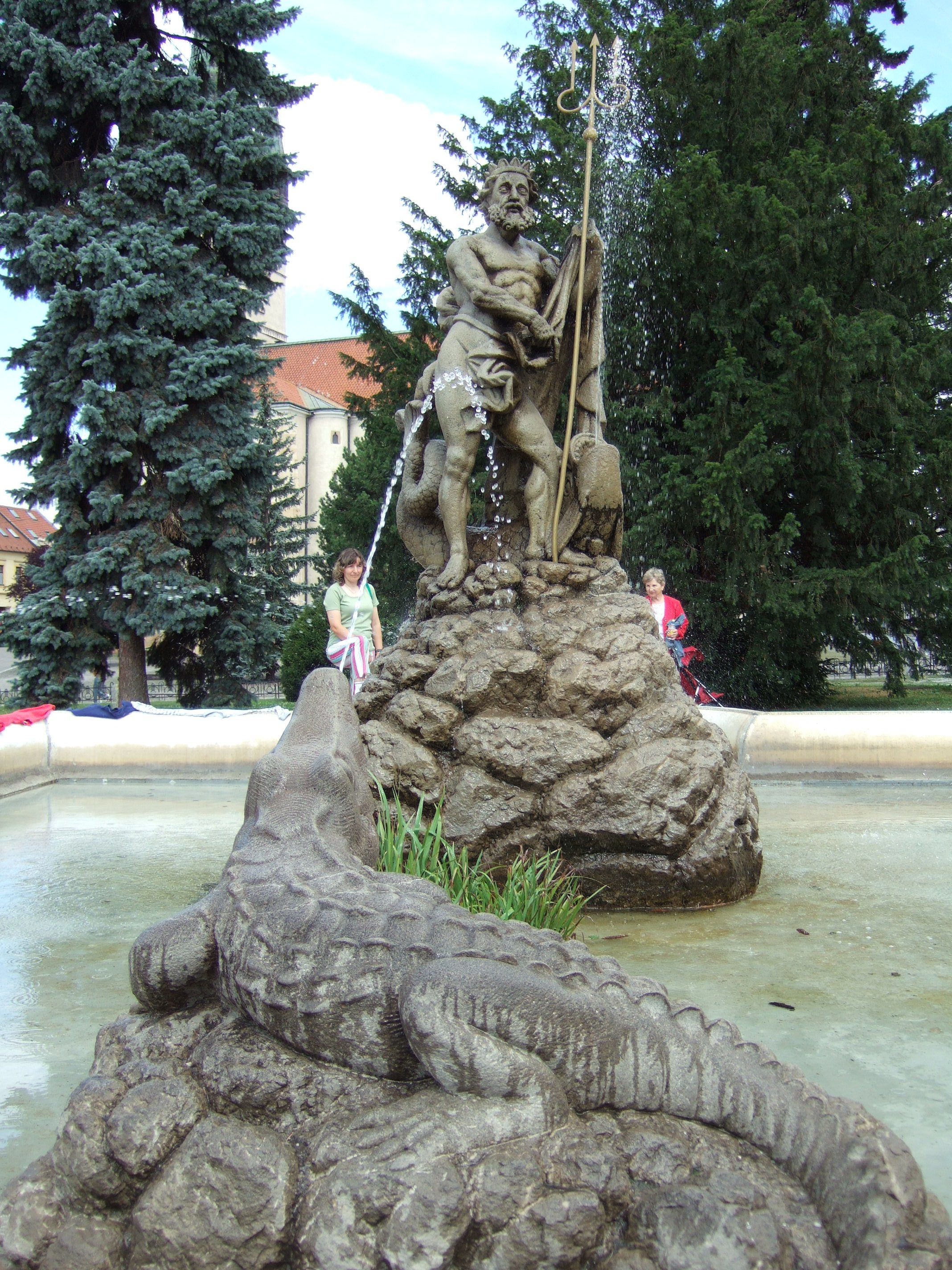
Fuente de Neptuno en Prešov (Eslovaquia).

Poseidón y Apolo, habiendo ofendido a Zeus (presumiblemente, por haber ambos participado en la fallida rebelión de Hera contra Zeus mencionada en La Ilíada), fueron enviados a servir al rey Laomedonte. Este les pidió construir enormes murallas alrededor de la ciudad y prometió recompensarles generosamente, promesa que luego se negó a cumplir. En venganza, antes de la guerra de Troya Poseidón envió a un monstruo marino a atacar Troya (que luego fue derrotado por Heracles).

### Genealogía

#### Abuelos, padres, tíos y hermanos
|      |      |      |      |      |      |  |  |      |      |      |      |      |      | Urano | Urano | Urano    | Urano    | Urano    | Urano    |          |          |        |        |        |        | Gea   | Gea   | Gea           | Gea           | Gea           | Gea           |               |               |        |        |        |        |  |  |         |         |         |         |         |         |  |  |  |  |  |  |
|      |      |      |      |      |      |  |  |      |      |      |      |      |      | Urano | Urano | Urano    | Urano    | Urano    | Urano    |          |          |        |        |        |        | Gea   | Gea   | Gea           | Gea           | Gea           | Gea           |               |               |        |        |        |        |  |  |         |         |         |         |         |         |  |  |  |  |  |  |
|      |      |      |      |      |      |  |  |      |      |      |      |      |      |       |       |          |          |          |          |          |          |        |        |        |        |       |       |               |               |               |               |               |               |        |        |        |        |  |  |         |         |         |         |         |         |  |  |  |  |  |  |
|      |      |      |      |      |      |  |  |      |      |      |      |      |      |       |       |          |          |          |          |          |          |        |        |        |        |       |       |               |               |               |               |               |               |        |        |        |        |  |  |         |         |         |         |         |         |  |  |  |  |  |  |
|      |      |      |      |      |      |  |  |      |      |      |      | Rea  | Rea  | Rea   | Rea   | Rea      | Rea      |          |          | Cronos   | Cronos   | Cronos | Cronos | Cronos | Cronos |       |       | Otros Titanes | Otros Titanes | Otros Titanes | Otros Titanes | Otros Titanes | Otros Titanes |        |        |        |        |  |  |         |         |         |         |         |         |  |  |  |  |  |  |
|      |      |      |      |      |      |  |  |      |      |      |      | Rea  | Rea  | Rea   | Rea   | Rea      | Rea      |          |          | Cronos   | Cronos   | Cronos | Cronos | Cronos | Cronos |       |       | Otros Titanes | Otros Titanes | Otros Titanes | Otros Titanes | Otros Titanes | Otros Titanes |        |        |        |        |  |  |         |         |         |         |         |         |  |  |  |  |  |  |
|      |      |      |      |      |      |  |  |      |      |      |      |      |      |       |       |          |          |          |          |          |          |        |        |        |        |       |       |               |               |               |               |               |               |        |        |        |        |  |  |         |         |         |         |         |         |  |  |  |  |  |  |
|      |      |      |      |      |      |  |  |      |      |      |      |      |      |       |       |          |          |          |          |          |          |        |        |        |        |       |       |               |               |               |               |               |               |        |        |        |        |  |  |         |         |         |         |         |         |  |  |  |  |  |  |
| Hera | Hera | Hera | Hera | Hera | Hera |  |  | Zeus | Zeus | Zeus | Zeus | Zeus | Zeus |       |       | Poseidón | Poseidón | Poseidón | Poseidón | Poseidón | Poseidón |        |        | Hades  | Hades  | Hades | Hades | Hades         | Hades         |               |               | Hestia        | Hestia        | Hestia | Hestia | Hestia | Hestia |  |  | Deméter | Deméter | Deméter | Deméter | Deméter | Deméter |  |  |  |  |  |  |

## Consortes, descendencia y amoríos
| Consorte                             | Descendencia |
| ------------------------------------ | --- |
| Aba                                  | Una ninfa de la ciudad tracia de Ergisque, madre por Poseidón de Ergisco, epónimo de la ciudad. |
| Afrodita                             | Cantando himnos a la hija de Afrodita y esposa de Helios, a Rodas marina.Otros dicen que de la misma unión nació una tal Herófile o Herófilo. |
| Agamede o Cerebia                    | Según una versión Dictis fue hijo de Poseidón y Agamede, la hija de Augías.Dice Tzetzes que una tal Cerebia fue la madre de Dictis y Polidectes en su unión con Poseidón. |
| Alcíone                              | Luego Poseidón se unió con Alcíone, con la que tuvo dos hijos, Hirieo e Hiperénor, y una hija, Etusa, madre de Eléuter por obra de Apolo.Otros dicen que los hermanos se llamaban Hiperes y Antas. |
| Alistra                              | Muchos dicen que Ógiges era un aborigen de Beocia y que era hijo de Poseidón y una tal Alistra. |
| Álope                                | Poseidón también tuvo una aventura con Álope, su nieta por Cerción, de la que nació el héroe ático Hipotoonte. Cerción enterró viva a su hija pero Poseidón la convirtió en una fuente cerca de Eleusis. |
| Amimone                              | Poseidón rescató a Amimone de un sátiro lujurioso y entonces tuvo un hijo con ella, Nauplio. |
| Anfimedusa                           | Con una de las Danaides, Anfimedusa, Poseidón fue el padre de Eritrante, epónimo de Eritras. |
| Anfitrite                            | La esposa de Poseidón era Anfitrite, una ninfa y antigua diosa del mar, hija de Nereo y Doris, con la que tuvo a Bentesicime, Tritón y Rode. |
| Anipe                                | A Busiris, rey de Egipto, se lo imagina como hijo de Poseidón y Anipe, una hija de Nilo. |
| Arene                                | De Afareo y Arene, hija de Ébalo, nacieron Linceo, Idas y Piso; pero según muchos el padre de Idas era Posidón. |
| Aretusa                              | Aretusa, hija de Hiperénor, tuvo unión con Poseidón en el pueblo beocio de Euripo, y Hera la transformó en una fuente de Calcidia. No obstante, un tiempo antes, Aretusa alumbró a Abante, caudillo de los abantes de Eubea. |
| Arne, Melanipa o Antíope             | Con una hija de Eolo o Quirón Poseidón fue padre de dos héroes epónimos: Eolo dio su nombre a Eolia y Beoto a Beocia. |
| Ascra                                | Con Ascra se acostó de nuevo Poseidón, la cual dio a luz a Eoclo, que fue el que con los hijos de Aloeo fundó Ascra, al pie del monte Helicón. |
| Astidamía                            | Al menos una fuente nos dice que Astidamía, la hija de Forbante, fue madre de Lepreo en su unión con Poseidón. El hijo de Astidamía es epónimo de Lépreo. |
| Astipalea                            | Citada por Asio de Samos como una hija de Fénix, Astipalea le dio un hijo a Poseidón, Anceo, rey de los léleges.Otras versiones alternativas dicen que desta unión nació Eurípilo, rey de Cos. |
| Brile o Híeles                       | Brile o Híeles, hija de Minos, fue la madre, por Poseidón, de Orión. |
| Cálice o Hárpale o Escamandrodice    | Diferentes nombres para la madre de Cicno de Colonas en su unión con Poseidón. Éste es citada como Cálice, la hija de Hecatón,o Hárpale,o incluso Escamandrodice, que abandonó a Cicno en la costa. |
| Calírroe                             | En una de las múltiples versiones sobre la filiación de Minias a éste se lo imagina como hijo de Poseidón y la oceánide Calírroe.En esta versión Minias sería hermano de Gerión. |
| Calquinia                            | Con Calquinia, hija del rey Leucipo de Sición, Poseidón engendró a Perato. |
| Cánace                               | Una de las hijas de Eolo, Cánace, tuvo de Posidón a Hopleo, Nireo, Epopeo, Aloeo y Tríope. |
| Celeno (1)                           | Posidón se unió primero con Celeno, de la cual nació Lico, a quien Posidón asentó en las islas de los Bienaventurados.Otras versiones lo denominan como Licaón.Otros dicen que hermano de Lico fue Eurípilo. |
| Celeno (2)                           | Por ello es natural que veneren a Posidón a pesar de ser pueblos del interior, y que Celeno, hijo de Posidón y Celeno, una de las Danaides, haya dado su nombre a la colina y a la ciudad homónima. |
| Celusa o Pero                        | Diferentes nombres para la madre de Asopo en su unión con Poseidón. |
| Ceróesa                              | Una leyenda tardía dice con Ceróesa, una hija de Zeus, Poseidón engendró a Bizante, epónimo de Bizancio. |
| Circe                                | En una versión tardía se dice que Fauno nació de Poseidón y Circe. |
| Cleodora                             | Dicen que la ciudad más antigua aquí fue fundada por Parnaso, hijo de la ninfa Cleodora. Por éste fue puesto el nombre al monte. |
| Clito                                | En el palacio de la acrópolis de la Atlántida, citada por Platón se erige un templo dedicado a Poseidón y una mujer mortal, Clito, hija de Evenor. Clito le alumbró a Poseidón cinco generaciones de gemelos varones: Atlante y Eumelo o Gadiro, Anfero o Anferes y Evemo, Mneseo y Autóctono, Elasipo y Méstor, y finalmente Azés o Azaes y Diaprepés.                                                                                    |
| Corcira                              | Con una hija de Asopo Poseidón engendró a Féax, epónimo de los feacios. |
| Cratéis                              | Eustacio dice que Escila nació de Tritón o bien sus padres son Poseidón y Cratéis. |
| Crisogenea                           | Como Flegias no tenía hijos, heredó el reino Crises, que era hijo de Crisogenea, hija de Almo, y de Posidón. Este Crises tenía un hijo, Minias, y por él se llama minias todavía ahora a sus súbditos. |
| Deméter                              | En un mito arcaico Poseidón persiguió una vez a Deméter. Esta rechazó sus avances, transformándose en una yegua para poder esconderse en un rebaño de caballos, pero Poseidón advirtió el engaño, se convirtió en un semental y la violó. El hijo de ambos fue un caballo, Arión, que tenía el don de la palabra. Otros añaden a esta unión a la Señora, Despena.                                                                          |
| Enope                                | Megareo le nació a Poseidón en su unión con Enope, hija de Epopeo. |
| Etra                                 | Con Etra, hija de Piteo, Poseidón engendró al héroe ático por excelencia Teseo; fama es que le hacía pasar públicamente como hijo de Egeo. |
| Euríale                              | Hesíodo dice que Orión era hijo de Euríale, hija de Minos, y de Posidón y que le fue concedido un don especial, de modo que caminaba sobre las olas como sobre la tierra. |
| Eurícida o Eurípile                  | Pero obtuvo el poder sobre los epeos Eleo, que era hijo de Eurícida, hija de Endimión, y — créalo quien quiera— de Poseidón. Los eleos han recibido su nombre actual por Eleo en lugar del de epeos.Conón la refiere como Eurípile. |
| Eurínome o Eurímede                  | Eurínome, mezclada en los brazos de Poseidón, alumbró para Glauco al irreprochable Belerofonte, que, en la tierra sin confines, era superior en valor a todos los hombres. Poseidón le regaló a su hijo el caballo Pegaso, considerado el corcel más veloz. |
| Éurite o Baticlea                    | De Agraulo y Ares, nació Alcipe. A ésta trató de violarla Halirrotio, hijo de Posidón y de la ninfa Éurite, pero fue descubierto y muerto por Ares.Otros dicen que la consorte de Poseidón y madre de Halirrotio fue una tal Baticlea. |
| Europa o Doris o Mecionice           | Ténaro, sagrada para Eufemo, un rey hijo de Posidón señor de los corceles, a quien Europa, la hija de Ticio, antaño parió en las riberas del Cefiso.Otros dicen que la consorte de Poseidón fue Doris u Oris o puede que Mecionice, una hija de Eurotas o de Orión. |
| Fénice                               | A Proteo, el dios marino cambiaformas, algunas versiones lo imaginan como hijo de Poseidón y Fenice, la hija de Fénix, epónimo de Fenicia. |
| Gea                                  | En Libia reinaba Anteo, hijo de Posidón, que daba muerte a los extranjeros obligándolos a luchar. Forzado a pelear por él, Heracles lo mató con su abrazo mientras lo mantenía en vilo, pues si tocaba la tierra se vigorizaba, y por ello algunos dijeron que era hijo de Gea. Versiones tardías dicen que de la misma unión nació la monstruosa Caribdis o bien las harpías o dudosamente, también Lestrigón.                            |
| Halia                                | Posidón, cuando fue adulto, se enamoró de Halia, hermana de los Telquines, se unió a ella y engendró seis hijos varones innominados y una sola hija, Rodo, de la que recibió su nombre la isla de Rodas. |
| Hele                                 | Se dice que Poseidón rescató a la hija de Atamante, Hele, de morir en las aguas del Helesponto, y que de ambos nació Peón o Edono. |
| Hermipe o Eurianasa o Tritogenia (1) | Diferentes nombres para la madre de Minias en su unión con Poseidón. Ésta puede ser Hermipe, la hija de Beoto,o Eurianasa, hija de Hiperfanteo bien Tritogenia, hija de Eolo. |
| Hipótoe o Tritogenia (2)             | De Méstor y Lisídice, hija de Pélope, nació Hipótoe. Posidón raptó a ésta y, llevándola a las islas Equínades, se unió a ella y engendró a Tafio, quien colonizó Tafos y llamó a los habitantes teléboas por haber marchado lejos de su patria.En un escolio se dice que la madre de Tafio era Tritogenia. |
| Ifimedea                             | Aloeo se casó con Ifimedea, hija de Tríope, pero ella se enamoró de Poseidón, e iba frecuentemente al mar, cogía las olas con las manos y las vertía en su regazo. Habiéndose unido a ella Posidón, tuvo dos hijos, Oto y Efialtes, llamados los Alóadas.Otros dicen que tomó la forma del río Enipeo para seducirla. |
| Larisa                               | Dirigían la fundación de la colonia Aqueo, Ftío y Pelasgo, los hijos de Larisa y Poseidón. Éstos expulsaron a los bárbaros que habitaban allí y dividieron el territorio en tres partes, dándoles los nombres de sus dirigentes: Ftiótide, Acaya y Pelasgiótide. |
| Leide o Leis                         | Dicen los habitantes de Trecén, que ensalzan como ningún otro las cosas locales, que el primero que existió en la tierra fue Oro. Y que Altepo, hijo de Posidón y de Leide o Leis, hija de Oro, heredando el reino después de Oro, llamó a la tierra Altepia. |
| Libia                                | Épafo fue rey de los egipcios y se desposó con Menfis, y engendró una hija, Libia, epónima de ese país. De Libia y Poseidón, nacieron gemelos, Agénor, rey de Fenicia y Belo, rey de Egipto. También se le añade como hermano de estos dos a un tal Enialio. Bajando de la acrópolis de Nisea está junto al mar el sepulcro de Lélege, del que dicen que vino de Egipto y fue rey, y que era hijo de Posidón y de Libia, la hija de Épafo. |
| Lisiánasa                            | Después de Libia Heracles cruzó Egipto, donde reinaba Busiris, hijo de Posidón y Lisiánasa, hija de Épafo. Busiris solía inmolar extranjeros en el ara de Zeus en cumplimiento de cierto oráculo. |
| Medusa                               | Perseo, al cortar la cabeza de Medusa, vio cómo surgieron de la gorgona el caballo alado Pegaso y Crisaor, el padre de Gerión; a estos dos los había engendrado Poseidón.Se dice que para seducir a Medusa adoptó la forma de un ave y por eso Pegaso es alado. |
| Melancia                             | Antiguamente llamaban Irene a Calauria por una mujer, Irene, que según cuentan, nació de Poseidón y Melancia, hija de Alfeo. |
| Melanto o Melantea                   | Delfo, epónimo de la ciudad de Delfos, había nacido, entre otras opciones, de Poseidón y Melantea, la hija de Deucalión.Poseidón había tomado la forma de un delfín para seducir a Melanto. |
| Melia                                | Heracles, ayudando a Lico en su lucha contra el rey de los bébrices, mató a muchos y entre otros al rey Migdón, hermano de Ámico. La madre de éstos era una ninfa de Bitinia. |
| Melisa                               | Dirraquio fue el hijo de Poseidón y Melisa, la hija de Epidamno. Fue el héroe epónimo de Dirraquio, en Iliria. |
| Mestra                               | También a Mestra domeñó Poseidón, el que conmueve la tierra, y eso que era prudente, llevándola lejos de sus padres sobre el vinoso ponto, hasta Cos, bañada por las olas. Allí dio a luz a Eurípilo, conductor de muchos pueblos. |
| Midea                                | Dicen que los habitantes abandonaron Aspledón por falta de agua, que el nombre lo tomó la ciudad de Aspledón, y que éste era hijo de la ninfa Midea y de Poseidón. |
| Mitilene                             | Dicen las leyendas que la epónima de Mitilene tuvo por hijo, uniéndose a Poseidón, a Mitilo o Mitone. |
| Molíone                              | Hesíodo hizo descender a los Actoriones Moliones formalmente de Áctor y de Molíone, pero por nacimiento, de Poseidón. |
| Olbia                                | Esteban de Bizancio dice que Ástaco, nacido de Poseidón y la ninfa Olbia, fue el fundador epónimo de la Ástaco de Bitinia. |
| Oncea                                | Arión de Lesbos, hijo de Poseidón y de la ninfa Oncea, era un maestro de la lira e inventó el ditirambo en honor de Dioniso. Fue rescatado por un delfín. |
| Osa                                  | Sitón, rey de los odomantos, había nacido de Poseidón y Osa. |
| Peribea                              | Poseidón, el que agita la tierra, a Nausítoo primero engendró en Peribea, mujer de hermosura sin par. Ella fue la hija menor que dejó Eurimedonte, el de altivo corazón, que reinó en los soberbios gigantes. |
| Pirene                               | Dicen que Pirene se convirtió de ser humano en fuente a causa de las lágrimas, a fuerza de llorar por su hijo Cencrias muerto sin querer por Ártemis.A los puertos corintios les dieron sus nombres Lequete y Cencrias, que se dice que son hijos de Posidón y de Pirene, la hija de Aqueloo. |
| Pítane                               | Con Poseidón maridada, el hijo de Crono —se dice—, diole Pítane a luz una hija de trenzas violáceas, a Evadne; ésta fue madre de Yamo. |
| Prónoe                               | En una versión minoritaria el héroe Foco fue hijo de Poseidón y Prónoe, una de las hijas de Asopo. |
| Quíone                               | Quíone se unió a Posidón, y cuando dio a luz a Eumolpo a escondidas de su padre, para no ser descubierta arrojó al niño al abismo. Pero Poseidón lo recogió y, llevándolo a Etiopía, le encomendó a Bentesicime que lo criase. |
| Rode                                 | Los héroes Yáliso, Camiro y Lindo, que dieron sus nombres a tres pueblos de Rodas, nacieron de la ninfa epónima, Rode. |
| Ródope                               | Con Ródope, una ninfa náyade hija del Estrimón, Poseidón engendró a Atos, que dio su nombre al monte Atos. |
| Salamina                             | Telamón se dirigió a Salamina al lado de Cicreo, hijo de Posidón y Salamina, hija de Asopo. Cicreo reinaba allí después de haber matado a una serpiente que dañaba la isla. |
| Satiria                              | Tarante, que dio su nombre a Taranto, nació de Poseidón y Satiria o Satirión, que era o bien una de las ninfas o bien una hija de Minos. |
| Sime                                 | Diodoro Sículo dice que Sime, la hija de Yáliso y Dotis, fue la madre de Ctonio con Poseidón. También menciona que Ctonio nombró la isla como Syme en honor a su madre. |
| Temisto                              | Higino es el único autor que alega que Poseidón engendró a Leucónoe con Temisto, hija de Hipseo. |
| Teófane                              | Frixo y Hele, enloquecidos por Dioniso, andaban errantes en un bosque. Se dice que su madre Néfele llegó allí con un carnero con lana de oro, hijo de Poseidón y de Teófane; ordenó a sus hijos que montaran en él, fueran a la Cólquide junto al rey Eetes.Se dice que Poseidón asumió la forma de carnero para seducir a la Bisáltide.                                                                                                   |
| Tiro                                 | Tiro, hija de Salmoneo, se enamoró del río Enipeo, y a menudo se acercaba a su corriente para lamentarse de su desgracia. Pero Poseidón, tomando la figura de Enipeo, se unió a ella, que en secreto dio a luz gemelos y los abandonó. Uno de sus hijos fue Pelias, rey de Yolco y el otro, Neleo, rey de Pilos.Ovidio sugiere que Poseidón tomó la forma de toro novillo para seducir a la doncella Eólide.                               |
| Toosa                                | Pero Posidón mantiene un rencor incesante y obstinado por causa de Odiseo, que privó del ojo a Polifemo, cuyo poder es el mayor entre los cíclopes. A éste lo parió la ninfa Toosa, hija de Forcis, uniéndose a Poseidón en una profunda cueva. Servio en cambio dice que Neptuno (Poseidón) y Toosa fueron los padres de Forco. |
| Tritónide                            | Cuenta Heródoto que Atenea es hija de Poseidón y del lago Tritónide (cf. Tritón), y que, molesta por lo que fuera con su padre, se puso a las órdenes de Zeus, quien la adoptó como hija suya. |
| Tronia                               | Abdero, de corazón de bronce, era hijo de Poseidón y la náyade Tronia. |

### Hijos de Poseidón y de madre desconocida
- Alcipe y Astreo: Dos hijos misios de Poseidón. Astreo violó a su hermana Alcipe pero arrepentido se arrojó al río Aduro, que después recibió su nombre (el Astreo).[158]
- Amiro: Citado sólo por Estéfano de Bizancio, Amiro es epónimo de la Ámiro tracia y también recordado como uno de los argonautas.[159]
- Anfímaro: Fue padre de Lino en su unión con Urania.[160]
- Aón: El epónimo de Aonia, otro nombre de Beocia, también es hijo de Poseidón.[161]
- Augías: Como quinto trabajo Euristeo le ordenó a Heracles sacar en un día el estiércol del ganado de Augías; este era rey de Élide e hijo, según algunos, de Poseidón.[162]
- Butes: Es un hijo de Poseidón según el Catálogo de mujeres.[163]
- Calauro: El epónimo de la isla de Calauria, cerca de Trecén.[164]
- Cerción: Se dice que este le había nacido a Poseidón de una hija innominada de Anfictión.[165]
- Cimopolea: A Briareo, por su nobleza, le hizo su yerno Poseidón y así le permitió desposar a su hija Cimoplea.[166]
- Corinetes: Teseo mató a Corinetes, hijo de Poseidón, con la fuerza de las armas.[167]
- Cromo: Fue el epónimo de Cromión.[168]
- Doro: El epónimo de los dorios, en una versión rara, su padre fue Poseidón y no Helén.[169]
- Enopión: Hesíodo que dice que Marón es hijo de Evantes, nieto de Enopión y biznieto de Poseidón.[170]
- Ergino: Uno de los argonautas y natural de Caria, también se cuenta como hijo de Poseidón.[171]
- Érice o Érix: Fue el rey de los élimos.[172]
- Escifio: Era conocido como el primer caballo. Para crearlo Poseidón mojó una piedra con su semen y la tierra, fecundada, produjo a Escifio. Se dice que esto ocurrió en Tesalia.[173]
- Escirón: Teseo mató a Escirón el corintio, hijo de Pélope o según algunos de Poseidón.[174]
- Eusiro: Un hijo de Poseidón, fue padre de Cerambo por la ninfa Idótea del monte Otris.[175]
- Fineo: Natural de Salmideso, en Tracia, Fineo era un adivino privado de la vista; unos dicen que era hijo de Agénor, otros que de Poseidón.[176]
- Forbante: Natural de Acarnania, era un hijo de Poseidón que fue a Eleusis junto con Eumolpo para luchar contra Erecteo, y fue asesinado por el adversario.[177]
- Gerén: El epónimo de un pueblo lesbio.[178]
- Glauco: De esta divinidad marina se dice, entre otras variantes, hijo de Poseidón y de Nais, Naíde o una náyade.[179]
- Lamia: La anterior sibila, dicen los griegos, es hija de Zeus y de Lamia, hija de Poseidón, y que fue la primera mujer que cantó oráculos y fue llamada sibila por los libios.[180]
- Lamo: El antiguo rey de los lestrigones, fue constructor de Formia.[181]
- Laocoonte: Es descrito como hijo de Poseidón tan solo en una fuente.[182]
- Lestrigón: Es el epónimo del pueblo de los lestrigones.[183]
- Mesapo: Dicen que de Mesapo, domador de caballos y prole de Poseidón, nadie puede abatir con hierro o con fuego.[184]
- Onquesto: Fue el epónimo de Onquesto.[185]
- Orión: Nació de la orina vertida en el suelo (como uno de los terrígenos) por Poseidón, Zeus y Hermes en el suelo.[186]
- Palestino: Afligido por la muerte de su hijo Haliacmón, Palestino, hijo de Poseidón, se arrojó al río que desde entonces se llamó Palestino, y después Estrimón.[187]
- Peleo: Citado como hijo de Poseidón tan solo en una versión de Higino.[92]
- Periclímeno: Según Eurípides a Partenopeo lo mató Periclímeno, un hijo de Poseidón.[188]
- Procrustes: Teseo mató a Procrustes, hijo de Poseidón. Cuando un invitado venía a visitarle, si era muy alto le ofrecía una cama pequeña, y cortaba el resto de su cuerpo.[167]
- Quío: Habido con una ninfa innominada, Quío es el epónimo de la isla Quíos.[189]
- Sarpedón y Poltis: Eran dos hijos tracios de Poseidón; Heracles arribó a Eno, donde fue hospedado por Poltis. Al embarcarse en la orilla eniense mató con una flecha al insolente Sarpedón.[190]
- Sileo y Dicaeo: Según Conón, eran dos hijos de Poseidón de carácter opuesto. El impío Sileo intento matar a Heracles en tanto que el benévolo Dicaeo acogió al héroe en su casa.[191]
- Taso: el epónimo de Tasos, era hijo de Poseidón o según Ferecides de Cílix.[192]
- Telquines: Los odiosos telquines llegaron como tropas auxiliares para la campaña contra los indios: Lico acudió esgrimiendo en su brazo sobrehumano una gran pica, pero Celmis secundaba a Damnameneo, guiando el carro marino de su padre Poseidón.[193]
- Ténaro: Era el epónimo del cabo Ténaro.[194]
- Tésalo: Un hijo de Poseidón, fue uno de los supuestos padres de Minias.[195]
- Yalebión y Dercino: Tras pasar por Abdera Heracles llegó a Liguria, donde Yalebión y Dercino, hijos de Poseidón, intentaron robarle las vacas, pero los mató y siguió a través de Tirrenia.[196]
- Se han conservado dos nombres corruptos de hijos de Poseidón. La hija, Urea, fue madre de Ileo por Apolo.[197] De el otro hijo, Arprites, nada más se sabe de él.[92]

### Otros amoríos de Poseidón (sin descendencia)
- Béroe: ninfa natural de Beirut, fue cortejada a la vez por Dioniso y Poseidón, pero finalmente se decantó por el último.[198]
- Escila: Antaño una mujer hermosa que estaba siendo cortejada por Poseidón. Anfítrite, celosa, arrojó unos brebajes en el manantial donde solía bañarse, y así se convirtió en una bestia espantosa.[199]
- Cénide: El rey Élato tuvo una hija llamada Cénide. Poseidón se mezcló con ella y prometió hacerla lo que ella quisiera. Ella pidió que la convirtiese en hombre y la hiciese invulnerable. Conforme a la petición, Poseidón la hizo hombre y cambió su nombre por el de Ceneo.[200]
- Diópatra: Poseidón, inflamado de deseo por una de las ninfas del Otris, Diópatra, había hecho que sus hermanas echaran raíces, y las había convertido en álamos, hasta que, una vez aplacado su deseo, las había devuelto a su primitiva naturaleza.[201]
- De algunos amores de Poseidón solo se saben sus nombres. Laódice, una muchacha rubia tan sólo es mencionada por Ovidio.[202] Otras tres muchachas son mencionadas por Filodemo y de ellas nada más se sabe: Lapetea, Metona (epónima de Metone) y Polibea.[203]

### Amoríos con varones
- Poseidón se enamoró de Pélope, desde el momento en el que la propia Cloto construyó su reluciente hombro de marfil.[204]
- Poseidón también tomó como amante al hermoso Nerites, a quien hizo su auriga; de ambos nació Anteros, el amor correspondido.[205]

## Epítetos
Poseidón era conocido bajo varias formas, denotadas por epítetos. En la ciudad de Egas en Eubea fue conocido como Poseidón Egeo y tuvo un magnífico templo sobre una colina. Poseidón también tuvo una estrecha relación con los caballos, siendo conocido bajo el epíteto Poseidón Hipio.
«También se le atribuye el mérito de haber sido el primero en domar los caballos (híppoi) y en haber transmitido sus conocimientos de equitación, razón por la que ha recibido el epíteto de Hipio».
En el período histórico, era frecuente referirse a Poseidón por los epítetos Enosichthon, Seischthon y Ennosigeo, significando todos ‘agitador de la tierra’ y aludiendo a su papel como causante de terremotos.

## En la literatura y el arte

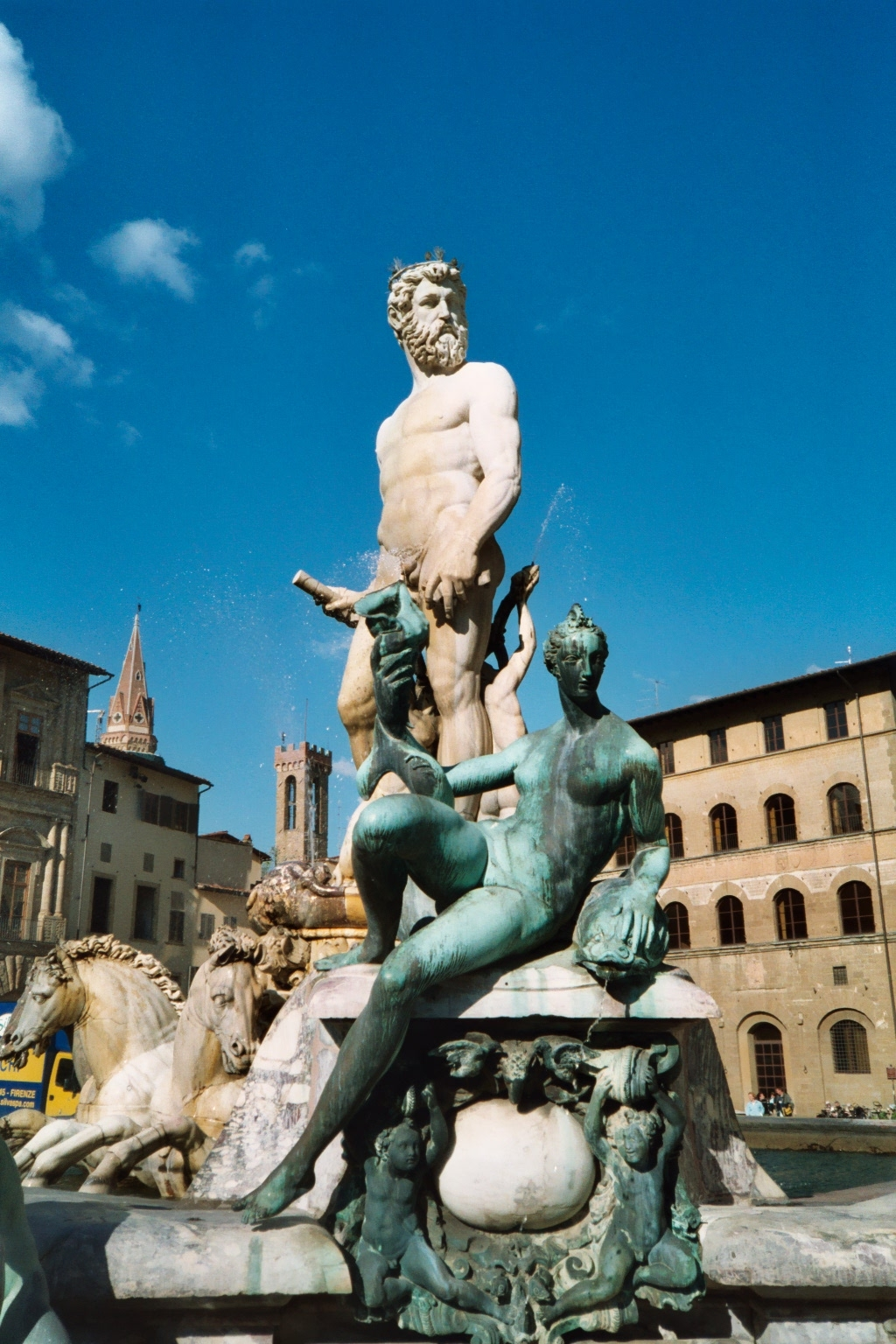
La Fuente de Neptuno de Florencia

En el arte griego, Poseidón conduce un carro tirado por un Hipocampo o por caballos que podían cabalgar sobre el mar. Estaba asociado con los delfines y las lanzas de pescar de tres dientes (tridentes). Vivía en un palacio en el fondo del océano hecho de coral y gemas.
En la Ilíada Poseidón ayuda a los griegos, y en varias ocasiones toma parte activa en la batalla contra las fuerzas troyanas. Sin embargo, en el Libro XX rescata a Eneas después de que el príncipe troyano se rindiese ante Aquiles.
En la Odisea, Poseidón destaca por su odio hacia Odiseo, debido a que este había cegado a su hijo, el cíclope Polifemo. La enemistad del dios impide a Odiseo volver a su hogar en Ítaca durante muchos años. Incluso se dice a Odiseo, a pesar de su definitiva vuelta segura, que aplacar la ira de Poseidón necesitará más de un viaje por su parte.
En la Eneida, Neptuno sigue resentido con los errantes troyanos, pero no es tan vengativo como Juno, y en el Libro I rescata a la flota troyana de los intentos de la diosa por hundirla, aunque su principal motivación sea su disgusto por la intromisión de Juno en sus dominios.
El himno a Poseidón incluido entre los himnos homéricos es una breve invocación, una introducción de siete líneas que se dirige al dios tanto como «el que mueve la tierra y el baldío mar, dios de las profundidades que es también señor del Helicón y de la extensa Egas», y especifica su doble naturaleza como olímpico: «un domador de caballos y salvador de barcos».

Poseidón iba acompañado de una comitiva de seres marinos:
«Desaparecen las nubes borrascas del ámbito de cielo. Y aflora la variada traza de su cortejo: las ingentes ballenas, el coro inveterado de Glauco, Palemón, hijo de Ino [Leucótea], y los raudos tritones. Y el ejército todo de Forco. A la izquierda van Tetis y Mélite y la virgen Panopea y Nisee y Espío y Talía y Cimodoce».